# Sneeuwgans
De sneeuwgans (Anser caerulescens) is een vogel uit de familie van de eendachtigen (Anatidae). De wetenschappelijke naam van de soort werd in 1758 als Anas caerulescens gepubliceerd door Carl Linnaeus.
Het is een vogel van het hoge noorden van Noordoost-Siberië, Alaska, Canada en Groenland, die overwintert in het zuiden van Noord-Amerika. De vogel is dwaalgast in West-Europa, maar broedt daar ook als exoot.

## Kenmerken
Het is een forse gans met een lengte van 65 tot 75 cm en een spanwijdte van 133 tot 156 cm. De sneeuwgans is wit met zwarte vleugelpunten en roze poten en snavel. Op de ondersnavel zit een donkere verkleuring die het dier een soort grijnslach geeft. De grijnslach is een goed onderscheidingskenmerk met de Ross' gans (A. rossii) die in vrijwel dezelfde streken voorkomt. Beide witte ganzen zijn zeker niet altijd helemaal wit. Zij komen ook met een gedeeltelijk blauwig verenkleed voor. Er is lang gedacht dat de blauwe vorm een andere soort was, maar dat is niet het geval.
Er worden twee ondersoorten onderscheiden:
- Grote sneeuwgans (A. c. caerulescens): noordoostelijk Siberië, noordelijk Alaska en noordwestelijk Canada.
- Kleine sneeuwgans (A. c. atlantica): noordoostelijk Canada en noordwestelijk Groenland, met overwinteringsgebied aan de oostkust van de Verenigde Staten tussen New Jersey en North Carolina.

De twee ondersoorten zijn wat betreft hun uiterlijk vrijwel gelijk; de grote sneeuwgans is een fractie groter.

## Gedrag
Sneeuwganzen zijn vruchtbaar vanaf hun derde levensjaar en vormen vast paren. Ze maken vanaf eind mei in de toendra een nest dat bestaat uit een ondiepe kuil bedekt met plantenresten en dons. De nesten worden vaak jaren na elkaar gebruikt. Sneeuwganzen leggen twee tot zes eieren die na 22 tot 25 dagen uitkomen en de jongen verlaten al na enkele dagen het nest. Daarna volgen ze hun ouders bij het vergaren van voedsel, dat in het broedgebied voornamelijk bestaat uit gras en mos. De jongen worden fanatiek verdedigd door de ouders tegen predatoren zoals poolvossen. Na 42 tot 45 dagen kunnen de jongen vliegen. Sneeuwganzen trekken in de herfst in familieverband die zich samenvoegen tot grote groepen. Langs vier grote trekroutes vliegen ze naar het zuiden naar vaste overwinteringsgebieden, waarbij ze tot 800 km per dag afleggen. Aangekomen rusten ze 's nachts in grote groepen op open water en trekken overdag naar fourageerplekken waar ze wortels, knollen en wortelstokken eten. Steeds meer is dit graan achtergebleven op akkers. Vanaf eind februari trekken de sneeuwganzen weer naar hun broedgebied.

## Verspreiding en leefgebied
De sneeuwgans broedt in het hoge noorden van Noordoost-Siberië, Alaska, Canada en Groenland op de toendra ten noorden van de boomgrens. Gewoonlijk overwintert hij in een niet aaneengesloten gebied tussen het zuidwesten van Brits-Columbia (Canada) tot aan de Atlantische kust van de VS of de Golf van Mexico. In West-Europa is het een dwaalgast, maar er broeden ook uit gevangenschap ontsnapte vogels in het wild.
In het begin van de 20ste eeuw gingen de populatie-aantallen in Noord-Amerika achteruit. Sinds het midden van de jaren 1970 is het met de vogel echter weer vooruitgegaan. De aantallen hebben een punt bereikt waarbij de toendragebieden waarin zij broeden en de zoutwatermoerassen waarin zij overwinteren ernstig zijn aangetast door hun graasgedrag. Dit levert een ecologisch probleem voor de sneeuwgans zelf en voor andere diersoorten die van deze leefgebieden afhankelijk zijn.

### Voorkomen in Nederland
De sneeuwgans is in Nederland een wintergast in uiterst klein aantal. Daarnaast zijn er broedgevallen bekend, maar dat zijn waarschijnlijk verwilderde vogels die uit gevangenschap zijn ontsnapt.

## Status
De grootte van de populatie is in 2020 geschat op 15 miljoen volwassen vogels. Op de Rode lijst van de IUCN heeft deze soort de status niet bedreigd.

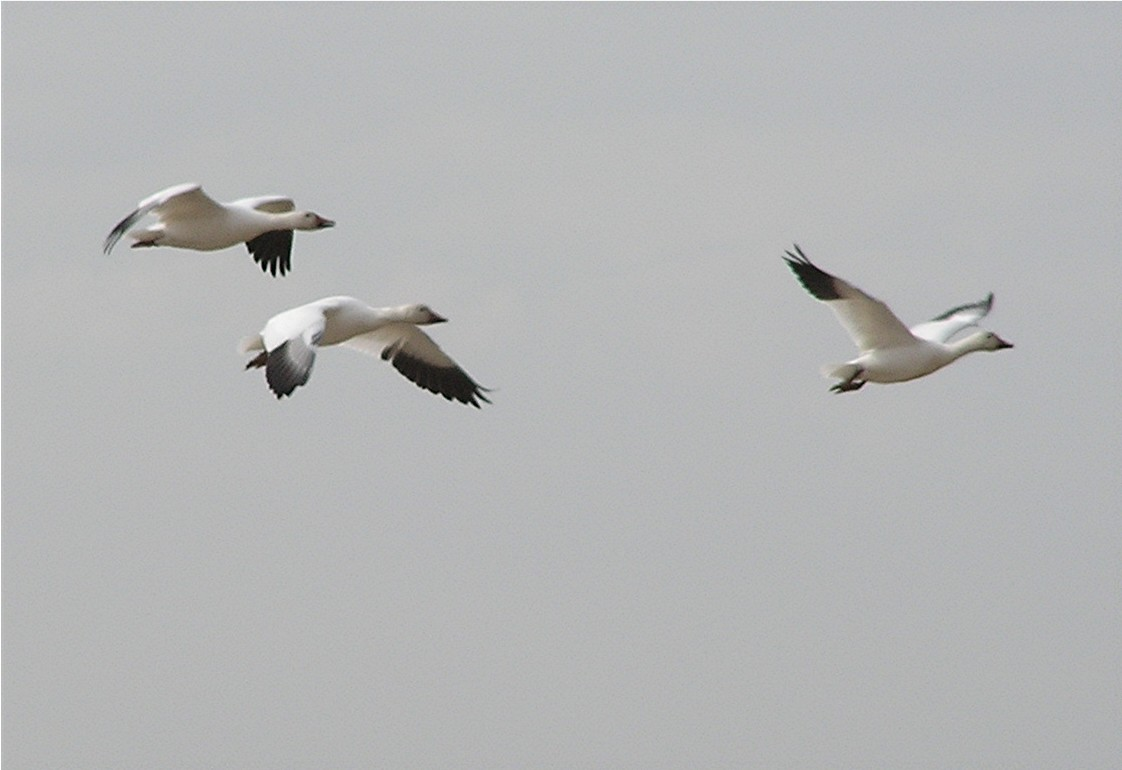
Vliegende sneeuwganzen in North Carolina